# رحلة النصر
الأطباء (بالإسبانية: El vuelo de la victoria)‏ هي مسلسل تلفزيوني مكسيكي تم بثه على قناة قناة النجوم منذ عام 2017.

## روابط خارجية
- رحلة النصر على موقع IMDb (الإنجليزية)
- رحلة النصر على موقع كينوبويسك (الروسية)
- رحلة النصر على موقع قاعدة بيانات الفيلم (الإنجليزية)